# Business Line
Business Line of The Hindu Business Line is een Indiase zakenkrant, uitgegeven door Kasturi & Sons, de uitgevers van de krant The Hindu, gevestigd in Chennai. Het dagblad werd opgericht in 1994 en verschijnt dagelijks in veertien edities.